# Luciano López Ferrer
Luciano López Ferrer (València, 1869 - Madrid, 1945) fou un advocat, diplomàtic i polític valencià, diputat a les Corts Espanyoles durant la restauració borbònica.

## Biografia
Es llicencià en dret a la Universitat de València, i el 1898 ingressà al cos diplomàtic. Fou agregat a les ambaixades del Regne Unit, Portugal i Països Baixos, participà en la Conferència d'Algesires, i fins al 1915 fou consol a Tetuan i l'Havana. El 1918 fou temptat per Francesc Cambó per a promoure a Alacant un partit regionalista, però no va reeixir. A les eleccions generals espanyoles de 1919 fou elegit diputat pel districte de Villena a les llistes del Partit Conservador maurista, encara que el 1920 es passà al sector ciervista, i el 1921 fou nomenat secretari general de l'Alt Comissariat Espanyol al Marroc.
El 1930 va promoure la Unión Monárquica Nacional a Alacant, i fou cap dels monàrquics de Villena. El 1931 fou nomenat Alt Comissari Espanyol al Marroc i el 1933 ambaixador a Cuba. Quan esclatà la guerra civil espanyola va donar suport als sublevats, i fou enviat per la Falange Española a fer propaganda per la seva causa a Gibraltar i Amèrica Central. Després de la guerra abandonà la carrera diplomàtica i fou professor de Dret Internacional a l'Escola Diplomàtica.